# Zschillichau

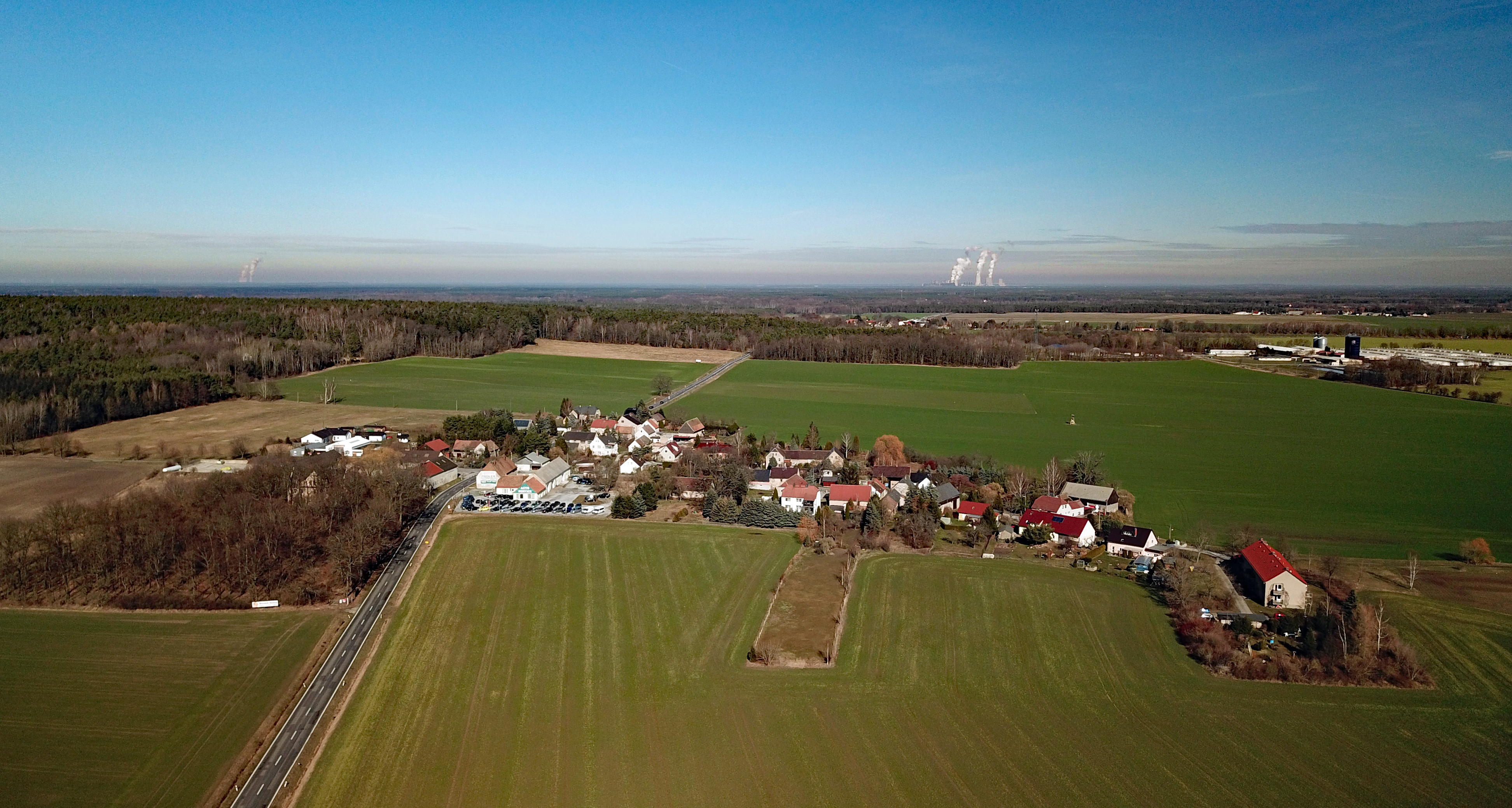
Luftbild

Zschillichau, obersorbisch Čelchowⓘ, ist ein Ort im Osten des Landkreises Bautzen in Sachsen und gehört seit 1994 zur Gemeinde Großdubrau. Der Ort liegt in der Oberlausitz und zählt zum Siedlungsgebiet der Sorben.

## Geografie
Zschillichau befindet sich am westlichen Hang des Spreetales etwa neun Kilometer nordöstlich von Bautzen. Während die östliche Umgebung landwirtschaftlich genutzt wird, befinden sich im Westen die Großdubrauer Wälder. In diese Richtung steigt das Gelände bis auf 200 Meter an, während die Talaue der Spree östlich von Zschillichau etwa 20 Meter tiefer als der Ort liegt.
Siedlungshistorisch ist der Ort wie das benachbarte Sdier ein Platzdorf mit dem Siedlungskern östlich der heutigen B 156. Die Nachbarorte sind Sdier im Norden, Malschwitz im Südosten, Briesing im Süden und Großdubrau im Westen.

## Geschichte

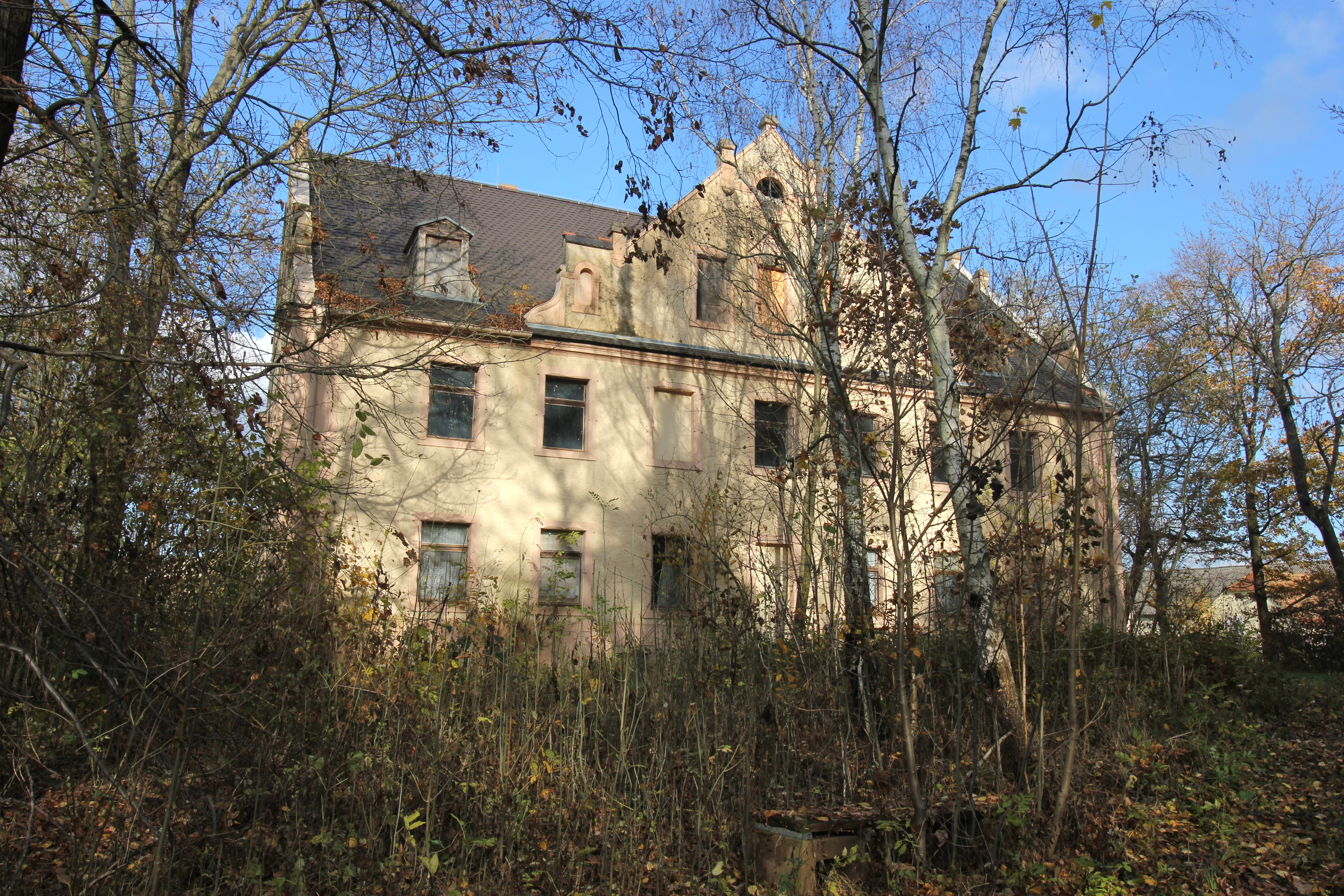
Das Herrenhaus des ehemaligen Ritterguts (Baujahr 1901)

Am unweit von Zschillichau gelegenen Joercksberg (158,4 m ü. NHN), der die Spreeaue überblickt, wurden in Resten ehemaliger Besiedlung Fundstücke aus der Römischen Kaiserzeit entdeckt.
Der heutige Ort wurde erstmals 1360 als Czelchow(e) erwähnt. Diese Namensform hat sich im Sorbischen bis heute erhalten. Weitere (deutsche) Formen waren Schillichen (1499), Tzöhlichau (1658) und Zschilche (1733). Die heutige Namensform ist erstmals 1810 erwähnt. Die Grundherrschaft lag bis 1718 beim Rittergut Malschwitz; danach war das Zschillichauer Rittergut selbstständig.
Bis 1990 befand sich von der Straße aus gesehen hinter dem Joercksberg eine mobile Funkmessstation der Luftstreitkräfte der Nationalen Volksarmee der DDR. Später wurde der Gebäudekomplex als Asylbewerberheim genutzt.
Bis zum 1. April 1936 war Zschillichau eine eigenständige Landgemeinde, dann wurde es nach Sdier und schließlich zum 1. Januar 1994 nach Großdubrau eingemeindet.

## Bevölkerung und Sprache
Die Bevölkerungszahl pendelte im 19. und 20. Jahrhundert stets zwischen 80 und 120.
Für seine Statistik über die sorbische Bevölkerung in der Oberlausitz ermittelte Arnošt Muka in den achtziger Jahren des 19. Jahrhunderts eine Bevölkerungszahl von 137; darunter 125 Sorben (91 %). Seitdem ist der Gebrauch des Sorbischen im Ort zurückgegangen.
Die vorwiegend evangelische Bevölkerung ist mindestens seit 1614 nach Klix gepfarrt.

## Infrastruktur
Durch Zschillichau verläuft die Bundesstraße 156, welche Bautzen mit Weißwasser verbindet.